# Pidgin Island

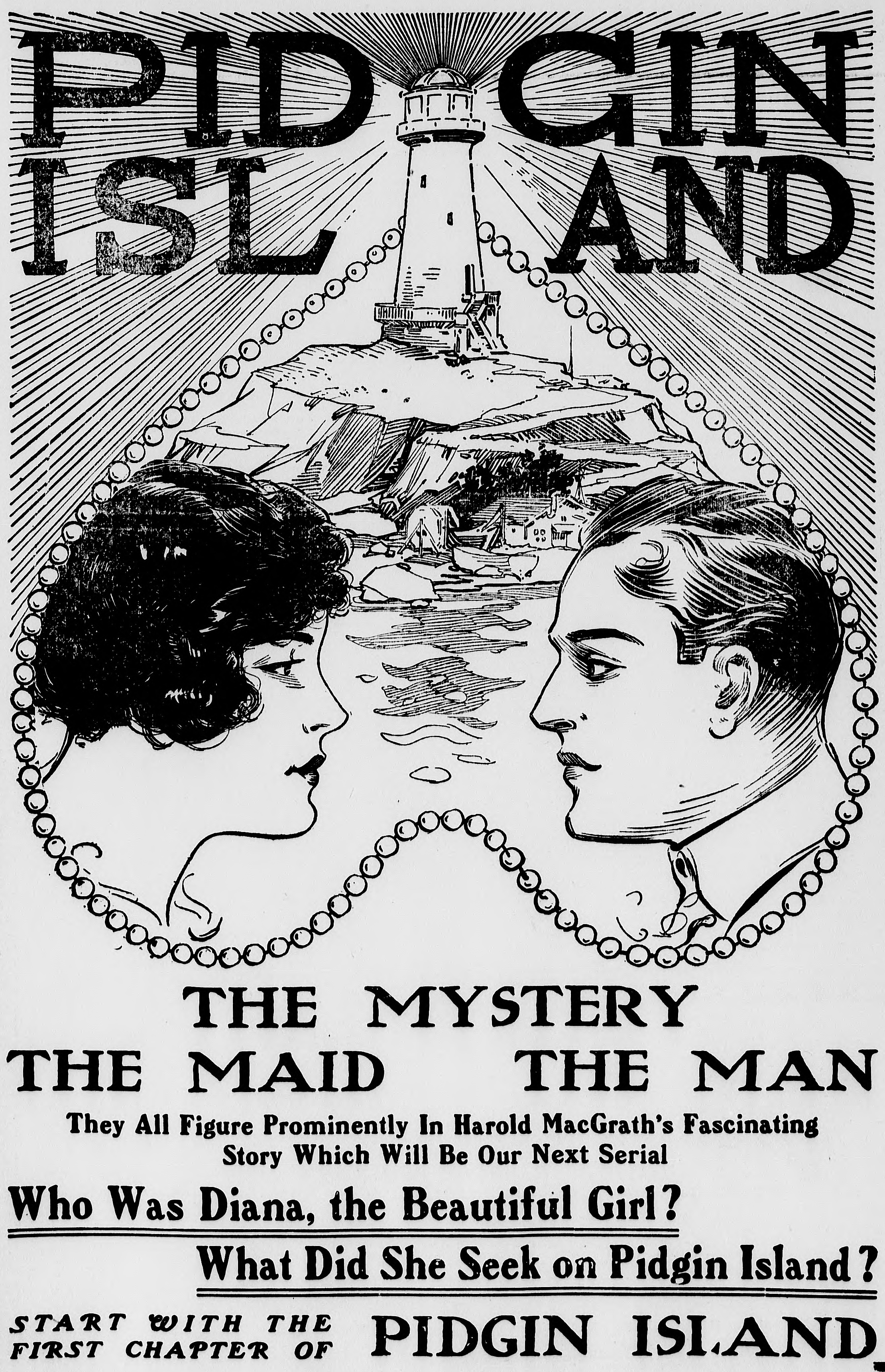

Pidgin Island è un film muto del 1916 diretto da Fred J. Balshofer. La sceneggiatura, firmata dallo stesso regista e da Richard V. Spencer, si basa sull'omonimo romanzo di Harold MacGrath pubblicato nel 1914 a Indianapolis. Prodotto dalla Yorke Film Corporation, il film aveva come protagonisti Harold Lockwood e May Allison, una coppia molto popolare dello schermo. Gli altri interpreti erano Pomeroy Cannon, Lester Cuneo, Fred L. Wilson, Lillian Hayward, Elijah Zerr, Yukio Aoyama e la piccola Virginia Lee Corbin.

## Trama
Agente segreto del servizio doganale governativo, John Cranford, dopo una missione che lo ha portato all'arresto di Michael Smead, un pericoloso contrabbandiere, si concede una vacanza all'Isola Pidgin, sul fiume San Lorenzo. Qui, fa conoscenza di Diana Wynne, anche lei sull'isola per turismo. I due giovani presto si innamorano e John scopre che Diana è la figlia di Smead ma che ormai da lungo tempo non intrattiene più alcun contatto con il padre. Non solo: Diana gli rivela di essere pure lei un'agente doganale. I due, dopo essere venuti a conoscenza della fuga di Smead e dei suoi piani per contrabbandare delle perle sull'isola, cominciano a indagare insieme e Diana, con l'aiuto di John, riesce ad arrestare il padre. Portata a termine la missione, i due decidono di lasciare per un po' da parte il lavoro dedicando il tempo alla loro storia d'amore.

## Produzione
Il film fu prodotto dalla Yorke Film Corporation. Secondo alcune fonti, Harold Lockwood si sarebbe rotto un braccio durante le riprese per il salvataggio di May Allison dalle onde. Alcune delle scene del film vennero girate a Monterey.

## Distribuzione
Distribuito dalla Metro Pictures Corporation, il film uscì nelle sale cinematografiche statunitensi il 25 dicembre 1916. In Francia, prese il titolo di L'Île Pidgin.

Il copyright del film, richiesto dalla Yorke Film Corp., fu registrato il 3 gennaio 1917 con il numero LP9896.
Copia completa della pellicola si trova conservata negli archivi della MGM.